# Leffert L. Buck

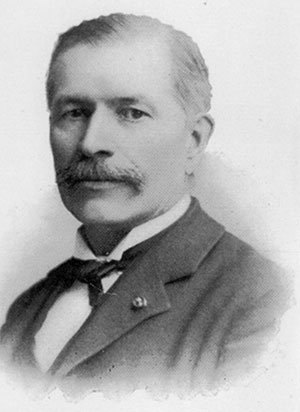
Leffert L. Buck

Leffert L. Buck (* 5. Februar 1837 in Canton, New York, USA; † 17. Juli 1909 in Hastings-on-Hudson, New York) war ein US-amerikanischer Brückenbau-Ingenieur und einer der Pioniere des Stahlbrückenbaus.

## Leben und Leistungen
Leffert Lefferts Buck besuchte die neu gegründete St. Lawrence University, musste sein Studium aber wegen des amerikanischen Bürgerkrieges unterbrechen, an dem er freiwillig teilnahm. Anschließend studierte er am Rensselaer Polytechnic Institute, wo er 1868 den Grad des Civil Engineer erwarb.
In Peru plante und baute er für die Ferrocarril Central del Peru das 1873 fertiggestellte Verrugasviadukt, zu der Zeit die höchste Brücke der Welt.
Ab 1877 war er mit der Verstärkung der von John A. Roebling erbauten Niagara Falls Suspension Bridge befasst.
Danach baute er die 1891 eröffnete Platt Street Bridge in Rochester (New York), die heutige Pont de Rennes.
Von 1896 bis 1897 baute er die doppelstöckige Whirlpool Rapids Bridge (auch Lower Steel Arch Brige), eine Stahl-Bogenbrücke, die als Ersatz für die zu klein gewordene Niagara Suspension Bridge bei laufendem Verkehr um diese herum errichtet wurde.
Von 1897 bis 1898 realisierte er die Upper Steel Arch Bridge (auch Fallsview Bridge oder Honeymoon Bridge genannt) über den Niagara River.
In dieser Zeit wurde er außerdem zum chief engineer der Gesellschaft ernannt, für die er anschließend sein größtes und letztes Werk baute, die Williamsburg Bridge in New York City, die erste, vollständig aus Stahl gebaute Hängebrücke, die 1903 eröffnet wurde und zu dieser Zeit die größte Spannweite aller Hängebrücken hatte.